# 深野羅定咲
深野 羅定咲（ふかの らてぃーさ、1990年6月27日 - ）は、日本の女子バスケットボール選手である。ニックネームは「ライト」。ポジションはポイントガード。神奈川県横浜市出身。アフリカ系アメリカ人の父を持つ。

## 来歴
磯子小でバスケを始め、横浜山手女中を経て、高校は名古屋の名門桜花学園に進み、全国タイトルを多数獲得するとともに、3年のウィンターカップでベスト5に選出される。
卒業後、シャンソン化粧品に入社。U-19世界選手権に出場する日本代表にも選ばれる。
2016年退団。

## 経歴
- 桜花学園高 - シャンソン化粧品（2009年〜2016年）

## 日本代表歴
- 2009年U-19世界選手権

## 参照
1. ↑  “退団のお知らせ”.   シャンソンVマジック (2016年4月20日). 2016年4月20日閲覧。